# Marinedivision Nordsee

Flagge eines Flottillenadmirals als Kommandozeichen des Kommandeurs der Marinedivision Nordsee

Die Marinedivision Nordsee (MDiv Nordsee) war ein Großverband der Bundesmarine auf der Divisionsebene.

## Geschichte
Die Marinedivision Nordsee wurde im Rahmen einer Reorganisation der Bundesmarine am 1. Januar 1967 aufgestellt. Sie ging aus dem vormaligen Marineabschnittskommando Nordsee hervor und unterstand dem Flottenkommando. Der Stab befand sich in Sengwarden bei Wilhelmshaven. Parallel zur MDiv Nordsee bestand die Marinedivision Ostsee für den Ostseeraum. Im Zuge einer weiteren Reorganisation wurde die MDiv Nordsee am 1. April 1975 aufgelöst und ein Teil ihrer Aufgaben an das wieder aufgestellte Marineabschnittskommando Nordsee übertragen, das dem neu entstandenen Marineunterstützungskommando unterstand. Der Marinefernmeldeabschnitt 2 wurde dem neu aufgestellten Marineführungsdienstkommando unterstellt.

## Auftrag
Die Marinedivisionen dienten der logistischen Unterstützung der deutschen See- und Seeluftstreitkräfte. Ihre Zuständigkeiten waren geographisch und fachlich abgegrenzt. Räumlich war die MDiv Nordsee für die Bundesländer Niedersachsen und Bremen zuständig, die MDiv Ostsee für Hamburg und Schleswig-Holstein einschließlich dessen Nordseeküste aber ohne Helgoland, für das die MDiv Nordsee verantwortlich war. 
Fachlich war die zentrale Lenkung der Flottenversorgung der MDiv Ostsee übertragen worden, während der MDiv Nordsee zur vorgesetzten Dienststelle einer Anzahl von Verbänden und Einheiten wurde, von denen ein Teil an der Ostsee stationiert war. So wurden die zuvor direkt dem Flottenkommando unterstellten Verbände der Amphibischen Gruppe und der Versorgungsflottille der MDiv Nordsee zugeordnet. Die 1969 aufgestellte Reserveflottille, deren eingemottete Einheiten im Marinearsenal Wilhelmshaven lagen, wurde ebenfalls der MDiv Nordsee unterstellt.
Beiden Divisionen unterstanden Versorgungseinrichtungen in ihrem Bereich, die in zwei Ebenen eingeteilt waren. Als Depotversorgungsebene wurde die rückwärtige Organisation bezeichnet, während die Stützpunktversorgungsebene der direkten Unterstützung der Flotte diente. Zu diesen Einrichtungen gehörten Depots, Transportbataillone und Stützpunktkommandos.

## Organisation
Der MDiv Nordsee waren folgende Verbände und Dienststellen unterstellt:
- Unterstützungs- und Reserveverbände
  - Amphibische Transportgruppe
  - Versorgungsflottille
  - Reserveflottille (ab 1. Januar 1969)
  - Marinefernmeldeabschnitt 2
  - Marinemusikkorps Nordsee
  - Marinesanitätsstaffeln
- Verbände und Dienststellen der Depotversorgungsebene 
  - Marinematerialdepot 2
  - Marinemunitionsdepot 2
  - Marinemunitionsdepot 4
  - Marinemunitionsdepot 6
  - Marinetransportbataillon 2
    - schwere Marineinstandsetzungskompanie 2
- Dienststellen der Stützpunktversorgungsebene 
  - Marinestützpunktkommando Wilhelmshaven mit Außenstellen Bremerhaven und Cuxhaven
  - Marinestützpunktkommando Borkum mit Außenstelle Emden

## Kommandeure
Als Kommandeur war ein Flaggoffizier im Dienstgrad eines Flottillenadmirals vorgesehen, jedoch waren die letzten beiden Kommandeure nur Kapitäne zur See.
| Dienstgrad | Name            | Beginn der Amtszeit | Ende der Amtszeit |
| ---------- | --------------- | ------------------- | ----------------- |
| FlAdm      | Robert Gysae    | Februar 1967        | März 1970         |
| FlAdm      | Rolf Thomsen    | April 1970          | März 1972         |
| Kpt zS     | Werner Jochmann | März 1972           | September 1972    |
| Kpt zS     | Helmut Eggers   | Oktober 1972        | April 1975        |